# Волосков Олексій Якович
Олексій Якович Волоско́в (нар. 13 березня 1822, Ржев — пом. 19 вересня 1882, Ржев) — російський художник-пейзажист, портретист, автор інтер'єрних композицій.

## Біографія
Народився  13 березня 1822 року у місті Ржеві Тверської губернії Російської імперії (тепер Тверська область, Росія) в сім'ї купця. З 1837 року був вільним слухачем Петербурзької академії мистецтв, де навчався в пейзажному класі у Максима Воробйова. У 1843 році був нагороджений другою срібною медаллю, а в 1845 році отримав звання некласного художника. У 1851 році призначений в академіки.
Після здобуття освіти виїхав в Україну. Як пенсіонер Товариства заохочування мистецтв користувався покровительством членів товаристав, меценатів Григорія Галагана і Григорія Тарновського. Вони запросили художника до своїх маєтків у Сокиринцях і Качанівці. Перебуваючи в маєтку Григорія Тарновського в селі Потоках на Київщині давав уроки малювання Василю Тарновському, малював види садиби та інтер'єри.
Після повернення до Ржева працював нотаріусом. Помер у Ржеві 19 вересня 1882 року.

## Творчість
Працював переважно у жанрі пейзажу. Автор картин:
- «Пейзаж з садибним будинком» (1840-ві; Державний Російський музей)[2];
- «Вид в садибі М. Д. Рєзвого Марієнгоф поблизу Петербурга» (1842; Державний Російський музей)[2];
- «Вид Виборга з моря вночі» (1847);
- «Вид на Царськосільське озеро» (1854);
- «Вид маєтку Глибоке» (Псковський державний об'єднаний історико-архітектурний та художній музей-заповідник)[2];
- «Вид Ржева».

Перебуваючи на Чернігівщині створив картини:
- «Альтанка у Сокиринському парку» (1848; Чернігівський історичний музей);
- «Готичний міст у Сокиринському парку» (1848, Чернігівський художній музей);
- «Церква у Сокиринцях» (1848, Чернігівський художній музей);
- «Садиба Качанівка» (1849; Сумський художній музей)[2];
- «Біля чайного столу. В маєтку Григорія Степановича Тарнавського. Качанівка» (1851; Державний Російський музей);
- «Вид садиби Григорія Гнатовича Галагана у селі Лебединцях на Прилуччині» (1857; Чернігівський історичний музей).

Роботи художника зберігаються також у Третьяковській галереї, Тверській і Тюменській картинних галереях, Омському музеї образотворчих мистецтв.
|                            |             |                                       |                    |                      |
| «Вид Виборга з моря вночі» | «Вид Ржева» | «Готичний міст у Сокиринському парку» | «Садиба Качанівка» | «Біля чайного столу» |